# Terpandros
Terpandros (griechisch Τέρπανδρος Térpandros, deutsch Terpander) war ein antiker griechischer Kitharöde. Er lebte anscheinend im späten 8. und frühen 7. Jahrhundert v. Chr., vielleicht aber erst um die Mitte des 7. Jahrhunderts.
Die Angaben der Quellen über die Lebenszeit Terpanders sind unterschiedlich. Nach der Darstellung des Hellanikos von Lesbos fällt sie ins späte 8. und frühe 7. Jahrhundert v. Chr., nach der chronologischen Einordnung bei Phainias von Eresos müsste Terpander um die Mitte des 7. Jahrhunderts v. Chr. gelebt haben. Er stammte von der Insel Lesbos; als Heimatstadt wird meist Antissa, aber auch Methymna (das heutige Mithymna) genannt.   
Terpander gilt als Schöpfer der klassischen Musik der antiken Griechen und damit Begründer der griechischen Lyrik, indem er zuerst den alten choralartigen Gesängen zu Ehren des Apollon (Nomoi) durch regelmäßige Gliederung eine künstlerische Ausprägung gab und statt der bisherigen viersaitigen Kithara die siebensaitige erfand. Nach Sparta zur Schlichtung innerer Zwistigkeiten auf Geheiß des delphischen Orakels berufen, ordnete er das dorische Musikwesen. Er soll 676 v. Chr. in dem ersten musischen Wettkampf am Feste der Karneen gesiegt haben, ebenso zwischen 672 und 648 v. Chr. viermal hintereinander bei den Pythischen Spielen. Von seinen Dichtungen sind nur wenige Verse erhalten.

## Ausgaben
- John M. Edmonds (Hrsg.): Terpander, Alcman, Sappho and Alcaeus (= Loeb Classical Library. Lyra Graeca. Band 1). Cambridge (Mass.) 1958.
- Antonia Gostoli (Hrsg.): Terpandro. Rom 1990